# Heinrich Friedrich Füger

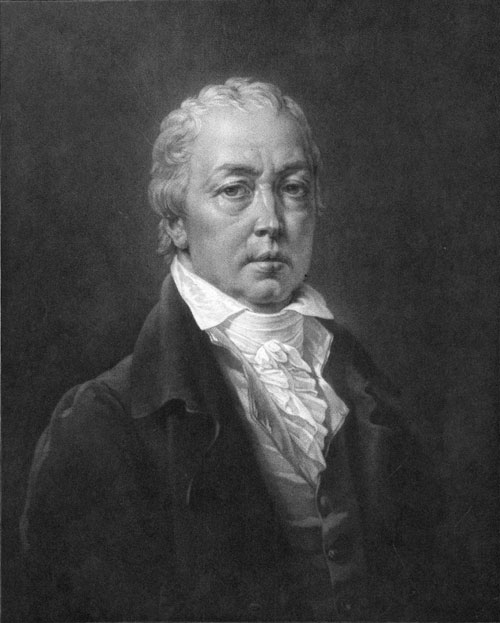
Heinrich Friedrich Füger

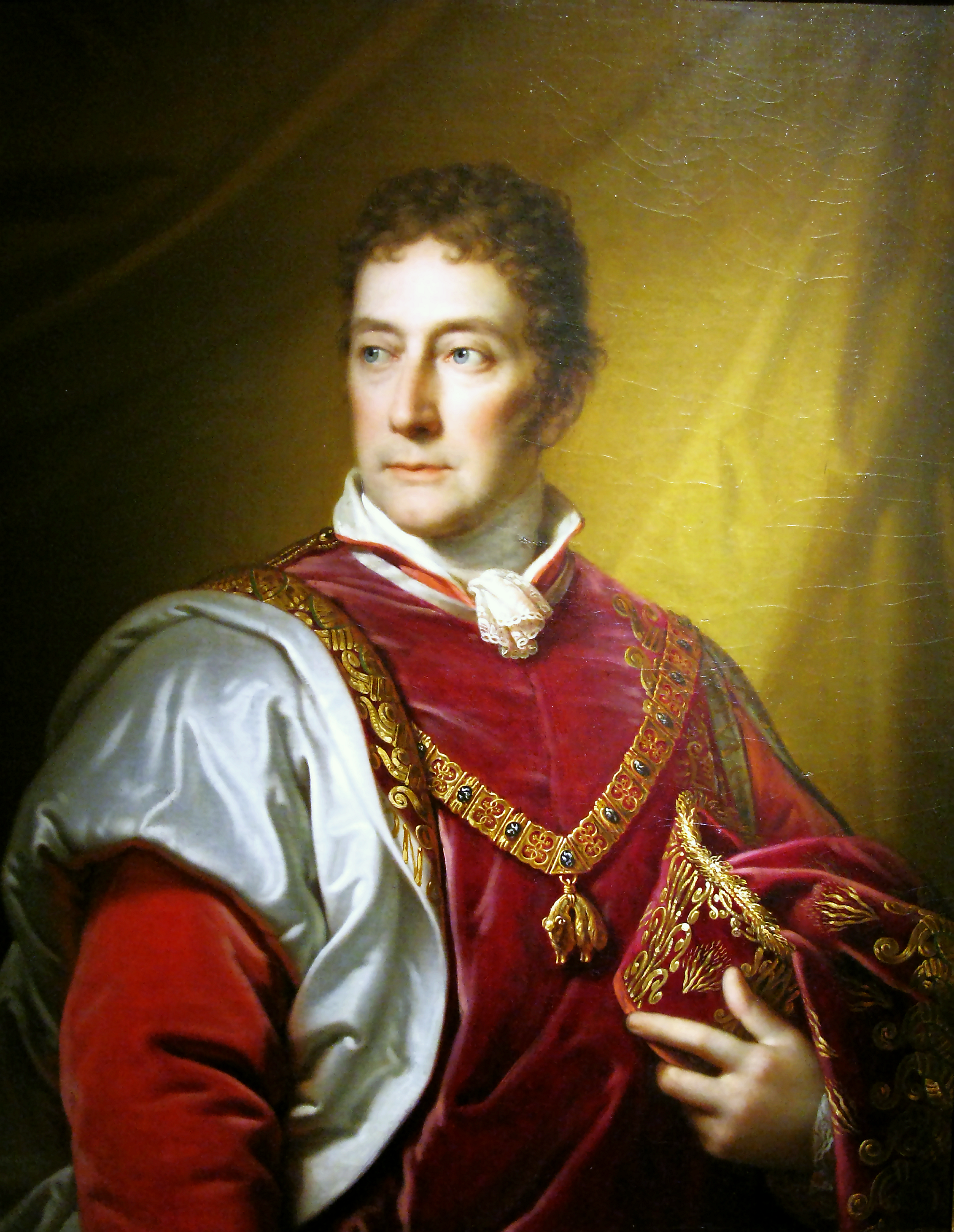
Portret Antoniego Józefa Lanckorońskiego (1818), Zamek Królewski w Warszawie

Heinrich Friedrich Füger (ur. 8 grudnia 1751 r. w Heilbronnie, zm. 5 listopada 1818 r. w Wiedniu) – malarz austriacki.
Był uczniem Nicolasa Guibala w Stuttgarcie i Adama Friedricha Oesera w Dreźnie. Przebywał przez 8 lat w Rzymie, gdzie studiował starych mistrzów, a także Pompeo Batoniego i Antona Mengsa. W roku 1784 osiadł w Wiedniu otrzymując stanowisko nadwornego malarza i dyrektora galerii obrazów w Belvedere. Uprawiał malarstwo mitologiczne, miniaturowe, był również cenionym portrecistą. Reprezentował kierunek klasycyzujący.